# Ejército Secreto Armenio para la Liberación de Armenia

Logo usado por el ASALA.

El Ejército Secreto Armenio para la Liberación de Armenia o ASALA (por su nombre en inglés: Armenian Secret Army for the Liberation of Armenia; en armenio: Հայաստանի Ազատագրութեան Հայ Գաղտնի Բանակ), fue una organización armada fundada en 1975. Su objetivo principal era el reconocimiento del Genocidio armenio por parte del gobierno turco, así como la creación de una Armenia independiente en los territorios armenios reconocidos por el Tratado de Sèvres. Facciones de la organización armada actuaron bajo los nombres de Grupo Orly y Organización 3 de Octubre. El militar armenio-estadounidense Monte Melkonián fue militante del ASALA hasta que entró en Armenia para luchar en la Primera guerra del Alto Karabaj.
De ideología marxista-leninista y con fines nacionalistas, el ASALA fue fundado en 1975 por Hagop Tarakchián y Hagop Hagopián, quien la lideró. Las actividades del grupo comenzaron con acciones con bombas y ajusticiamientos contra diplomáticos y ciudadanos turcos. La  primera acción armada de esta organización fue un ataque contra la oficina del Consejo Mundial de Iglesias (WCC) en Beirut. Su primer ajusticiamiento reconocido fue el atentado contra el diplomático turco Oktay Cerit en París, el 16 de febrero de 1976. El manifiesto del grupo (que constaba de ocho puntos) fue publicado en 1981.
El ajusticiamiento más fuerte del grupo tuvo lugar el 7 de agosto de 1982 cuando 9 personas fueron asesinadas y otras 72 resultaron heridas de diversa consideración en una acción armada en el aeropuerto Esenboğa de Ankara. Otra acción armada, la del 15 de julio de 1983, mató a 8 personas e hirió a 56 en el Aeropuerto de Orly en Francia, cuando una maleta llena de explosivos explotó en el mesón de facturar de Turkish Airlines poco después de las 14:00 de la tarde. La acción iba dirigida contra Turkish Airlines. El ataque originó una escisión en el grupo en cuanto a la táctica a emplear, resultando dos entidades escindidas: los nacionalistas (ASALA-militante) y el Movimiento Popular (ASALA-MR).
Recibió la ayuda de Siria y Libia en la década de 1980. Mantuvo contactos con la Organización para la Liberación de Palestina (OLP), el Frente Popular para la Liberación de Palestina (FPLP) y otras organizaciones militantes palestinas. Con la invasión israelí del Líbano en 1982, el grupo perdió la mayor parte de su organización y apoyo. Trasladado a Siria, se halló distanciado de la OLP, y se tiene información de que las tensas relaciones entre las dos organizaciones llegaron a tal punto que la OLP pasó material confidencial a los servicios de inteligencia franceses en 1983, detallando las actividades del ASALA.
La organización se debilitó debido a que sus actividades no fueron apoyadas como habían esperado en un principio. Hagop Hagopián fue asesinado en su casa de Atenas el 25 de abril de 1988 por un agente del servicio de inteligencia turco (MIT) y Tarakchián murió víctima del cáncer en 1980, por lo que el grupo cayó en diversos cismas internos que lo condenaron a una inactividad total.

## Historia y Orígenes

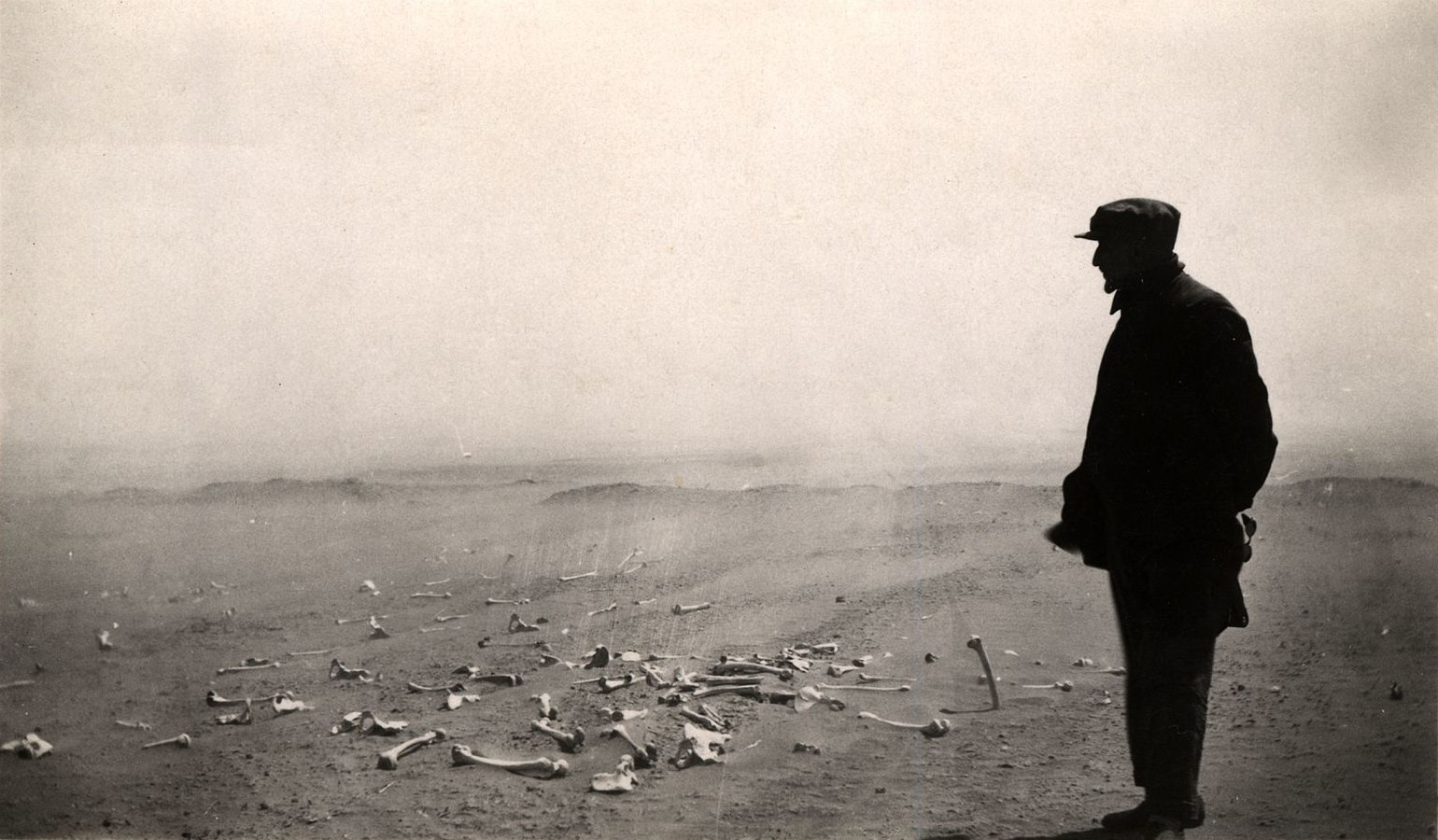
El líder armenio Papasian recuerda los últimos restos de los horribles asesinatos en Deir ez-Zor en 1915-1916."

La presencia de armenios en el este de Anatolia, a menudo llamada Armenia Occidental, está documentada desde el siglo VI a. C., casi un milenio antes de la presencia turca en la zona. Entre 1915 y 1916, el Comité de Unión y Progreso gobernante del Imperio Otomano deportó y exterminó sistemáticamente a su población armenia, matando a alrededor de un millón de armenios. Los supervivientes de las marchas de la muerte encontraron refugio en otros países de Asia Occidental, así como en Europa Occidental y América del Norte, Las fuerzas del movimiento nacionalista turco mataron o expulsaron a los armenios sobrevivientes que intentaron regresar a casa. La República de Turquía negó que se hubiera cometido ningún genocidio contra el pueblo armenio y realizó una campaña activa contra todos los intentos de publicitar los hechos y generar reconocimiento en Occidente. Culpó a los armenios por instigar la violencia y afirmó falsamente que los armenios habían masacrado a miles de turcos, lo que provocó el comienzo de sus deportaciones.
En 1965, los armenios de todo el mundo celebraron públicamente el 50 aniversario y comenzaron a hacer campaña por el reconocimiento mundial. Como las marchas y manifestaciones pacíficas no lograron mover a una Turquía intransigente, la generación más joven de armenios, resentida por la negación por parte de Turquía y el fracaso de la generación de sus padres para efectuar cambios, buscó nuevos enfoques para provocando reconocimiento del genocidio armenio y reparaciones.
En 1973, dos diplomáticos turcos fueron asesinados en Los Ángeles por Kourken Yanigian, un anciano que sobrevivió al genocidio armenio. Este evento podría haber caído en el olvido si no hubiera iniciado una cadena de eventos que lo convirtió a él y a su perpetrador en un símbolo que representaba el final de la conspiración de silencio que desde 1915 había rodeado el Genocidio Armenio. El ASALA se fundó en 1975 (se cree que corresponde al 60.º aniversario del Genocidio Armenio). en Beirut, durante la guerra civil libanesa por Hagop Hagopian (Harutiun Tagushian), el pastor Reverend James Karnusian escritor contemporáneo, con la ayuda de simpatizantes palestinos. Otra figura importante en el establecimiento de ASALA fue Hagop Darakjian, quien fue una fuerza impulsora en las operaciones anteriores del grupo. Darakjian encabezó el grupo durante un período de tiempo entre 1976 y 1977 cuando Hagopian no pudo liderarlo debido a las heridas sufridas por su relación con los palestinos.
Al principio el ASALA llevaba como nombre "Grupo del preso Kourken Yanigian"  Compuesta principalmente por armenios de la diáspora nacidos en Líbano (cuyos padres o abuelos fueron sobrevivientes del genocidio), la organización siguió un modelo teórico basado en el Marxismo-leninismo. El ASALA criticó a sus predecesores políticos y a los partidos de la diáspora, acusándolos de no abordar los problemas del pueblo armenio. El vértice de la estructura del grupo era el Comando General del Pueblo de Armenia ('VAN').
Las actividades del grupo consistían principalmente en asesinatos de diplomáticos y políticos turcos en Europa occidental, Estados Unidos y Asia occidental. Su primer asesinato reconocido fue el asesinato del diplomático turco, Daniş Tunalıgil, en Viena el 22 de octubre de 1975. Un ataque fallido en Ginebra el 3 de octubre de 1980, en el que resultaron heridos dos militantes armenios, resultó en un nuevo apodo para el grupo, la Organización 3 de Octubre. El manifiesto de ocho puntos de ASALA se publicó en 1981.[cita requerida] ASALA, entrenado en los campos de Beirut de la Organización para la Liberación de Palestina, es el más conocido de los grupos guerrilleros responsables del asesinato de al menos 36 diplomáticos turcos. un par de docenas de diplomáticos turcos o miembros de sus familias han sido blanco de un par de docenas de ataques, con el resultado de que la venganza armenia, así como los antecedentes de la lucha armenia, llegaron a la prensa mundial. . Estos actos notables, aunque llevados a cabo por un pequeño grupo, lograron llevar el Genocidio Armenio al frente de la conciencia internacional.

## Objetivos políticos
Los dos principales objetivos políticos de ASALA eran lograr que Turquía reconociera su culpabilidad por el genocidio armenio en 1915 y establecer una Armenia Unida, que uniría las regiones cercanas anteriormente bajo control armenio o con grandes poblaciones armenias. Además, ASALA declaró en un periódico chipriota en 1983 que apoyaba a la Unión Soviética y tenía como objetivo obtener el apoyo de otras repúblicas soviéticas para la causa de eliminar el colonialismo turco. Estos objetivos ayudaron plasmar los siguientes objetivos políticos:
1. Forzar el fin del colonialismo turco mediante el uso de la violencia revolucionaria
2. Atacar instituciones y representantes de Turquía y de países que apoyan a Turquía
3. Afirmar el socialismo científico como la ideología principal de la Armenia

La historiadora Fatma Müge Göçek describe los objetivos declarados de ASALA como "justos", pero los medios buscados para estos objetivos, es decir, el "asesinato intencional [de] personas inocentes" como no justos, y por lo tanto argumenta que era una organización terrorista. El Departamento de Estado estadounidense, bajo el presidente Ronald Reagan, así como los propios militantes, atribuyeron los actos de ASALA a la abierta negación del genocidio armenio de Turquía del genocidio armenio.

## Ataques
Según el sitio web del Instituto Conmemorativo Nacional para la Prevención del Terrorismo, hubo 84 incidentes relacionados con ASALA que dejaron 46 muertos y 299 heridos, incluidos los siguientes:
El 22 de octubre de 1975, Danis Tunaligil, fue asesinado por tres miembros de ASALA. Dos días después, el embajador turco en Francia, Ismail Erez y su chofer fueron asesinados. Tanto ASALA como JCAG reivindicaron la responsabilidad. Asimismo, en el atentado cometido en Madrid el 2 de junio de 1978 falleció Antonio Torres Olmedo, ciudadano español y chófer del embajador turco en España
Son arrestados los primeros militantes de ASALA, detenidos el 3 de octubre de 1980, fueron Alex Yenikomshian y Suzy Mahserejian, quienes resultaron heridos tras la explosión accidental de una bomba en un hotel de Ginebra.
Durante el ataque al consulado turco de 1981 en París (operación Van), los militantes de ASALA retuvieron a 56 rehenes durante quince horas; se convirtió en la primera operación de este tipo. Los militantes exigieron la liberación de los presos políticos en Turquía, incluidos dos clérigos armenios, 5 turcos y 5 kurdos. La cobertura de la adquisición recibió uno de los índices de audiencia televisivos más altos de Francia en 1981. Entre los que apoyaron a los militantes durante el juicio estaban Henri Verneuil, Mélinée Manouchian, la viuda del héroe de la resistencia francesa, Missak Manouchian, y la cantante Liz Sarian.
Uno de los ataques más conocidos de ASALA fue el ataque del aeropuerto de Esenboga el 7 de agosto de 1982, en Ankara, cuando sus miembros atacaron a civiles no diplomáticos por primera vez. Dos militantes abrieron fuego en una sala de espera llena de pasajeros. Uno de los tiradores tomó más de 20 rehenes mientras que el segundo fue detenido por la policía. En total, nueve personas murieron y 82 resultaron heridas. El militante arrestado Levon Ekmekjian condenó el ataque y apeló a otros miembros de ASALA para detener la violencia.
Artin Penik, un ciudadano turco de origen armenio, se inmoló, en protesta por este atentado, en la plaza de Taksim el 10 de agosto de 1982, y murió unos días después en el hospital. Şnork Kalustyán, el Patriarca Armenio de Estambul visitó a Penik en el hospital y calificó este sacrificio como "un símbolo del descontento armenio con estos asesinatos brutales."

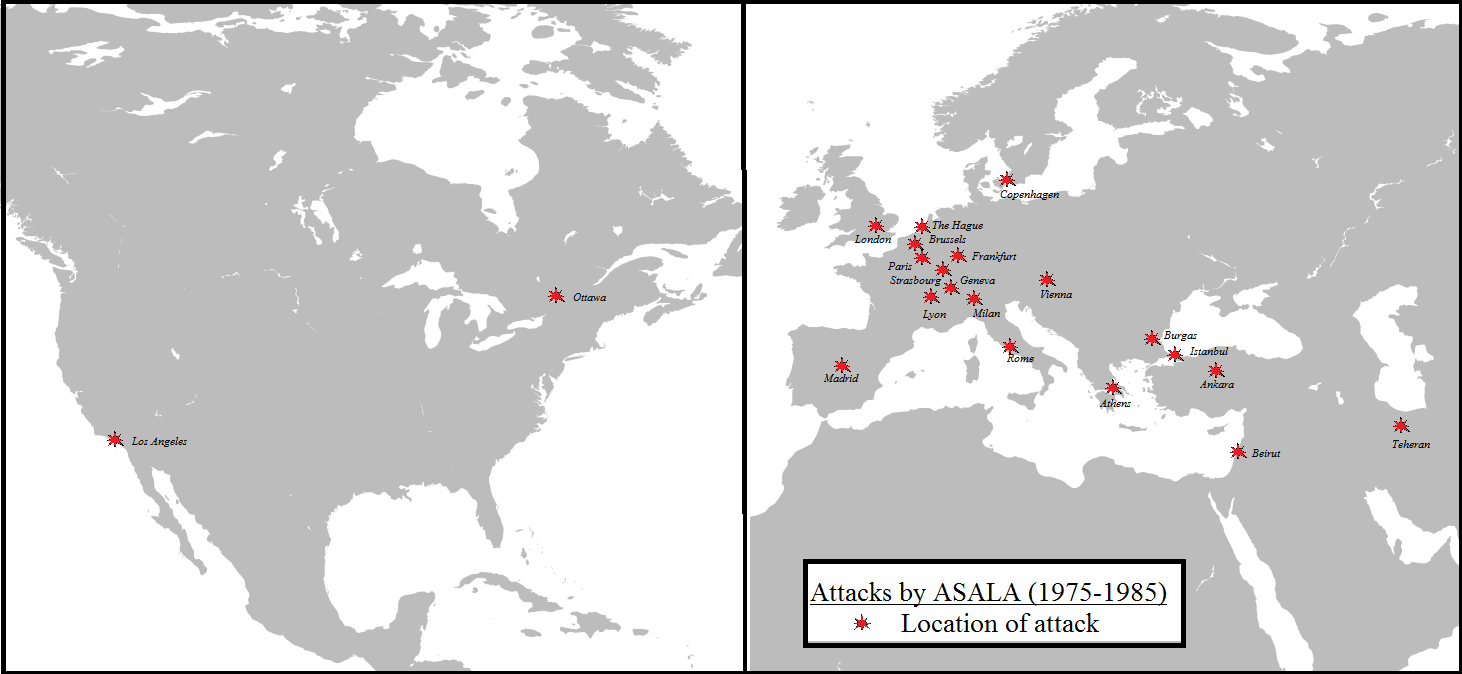
Mapa de las ciudades en las que ha actuado el ASALA.

El 15 de julio de 1983, ASALA llevó a cabo un ataque en el aeropuerto de Orly cerca de París, en el que murieron 8 personas y 55 resultaron heridas, la mayoría de las cuales no eran turcos. El ataque resultó en una división en ASALA, entre los individuos que lo llevaron a cabo y aquellos que creían que el ataque era contraproducente. La división resultó en la aparición de dos grupos, el ASALA-Militante dirigido por Hagopian y el 'Movimiento Revolucionario' (ASALA-Mouvement Révolutionnaire) dirigido por Monte Melkonian. Mientras que la facción de Melkonian insistió en los ataques estrictamente contra los funcionarios turcos y el gobierno turco, el grupo de Hagopian ignoró las pérdidas de víctimas no deseadas y ejecutó regularmente a los miembros disidentes.
Posteriormente, las fuerzas francesas arrestaron rápidamente a los involucrados. Además, este ataque eliminó el presunto acuerdo secreto que el gobierno francés hizo con ASALA, en el que el gobierno permitiría a ASALA usar Francia como base de operaciones a cambio de abstenerse de lanzar ataques en suelo francés. La creencia en este presunto acuerdo se reforzó aún más después de que "el ministro del Interior, Gaston Defferre, calificó la causa de ASALA de "justa" y cuatro armenios arrestados por tomar rehenes en la embajada turca en septiembre de 1981 recibieron sentencias leves". Francia estuvo libre de ataques de ASALA después de esta concesión hasta que el gobierno arrestó al presunto terrorista Vicken Tcharkutian. ASALA solo acordó detener temporalmente sus ataques una vez más cuando Francia no extraditó a Tcharkutian a los Estados Unidos.
ASALA interactuó y negoció con varios otros gobiernos europeos durante su apogeo para obtener ganancias políticas u organizativas. ASALA detuvo sus ataques en Suiza en dos ocasiones para acelerar la liberación de ciertos prisioneros armenios, así como después de que un juez suizo no estuvo de acuerdo con la negativa del gobierno turco a reconocer el Genocidio Armenio y otros abusos del pueblo armenio. Además, ASALA negoció con el gobierno de Italia en 1979 a cambio de detener los ataques siempre que Italia cerrara sus oficinas de emigración armenia. Cuando Italia accedió a la solicitud de ASALA, no vio más ataques del grupo.

### Reacciones
Los continuos ataques de ASALA llevaron a Turquía a acusar a Chipre, Grecia, Siria, Líbano y la Unión Soviética de provocar o posiblemente financiar a ASALA. Aunque se distanciaron públicamente de ASALA, la comunidad armenia de Turquía fue atacada por nacionalistas turcos como reacción a las acciones del grupo. Esto se hizo evidente después del asesinato de Ahmet Benler el 12 de octubre de 1979, por militantes armenios en La Haya. La reacción al ataque condujo al bombardeo de la iglesia del Patriarcado Apostólico Armenio en Estambul el 19 de octubre como represalia.
En 1980, el gobierno turco arrestó al sacerdote armenio Fr. Manuel Yergatian en el aeropuerto de Estambul por la supuesta posesión de mapas que indicaban el territorio armenio dentro de la actual Turquía y fue condenado a 14 años de prisión por posibles vínculos con ASALA. Amnistía Internacional lo adoptó como preso de conciencia y concluyó que las pruebas en su contra carecían de fundamento. Según Tessa Hofmann, los funcionarios turcos solían utilizar la acusación de colaboración con ASALA y círculos armenios extranjeros para incriminar a los grupos de oposición turcos de extrema izquierda.
En abril de 2000, se llevó a cabo la ceremonia de inauguración del monumento "En memoria de los comandos ASALA asesinados" en el panteón militar armenio Yerablur con la participación del líder de la resistencia antifascista griega Manolis Glezos y otros invitados especiales.

### Contraofensiva

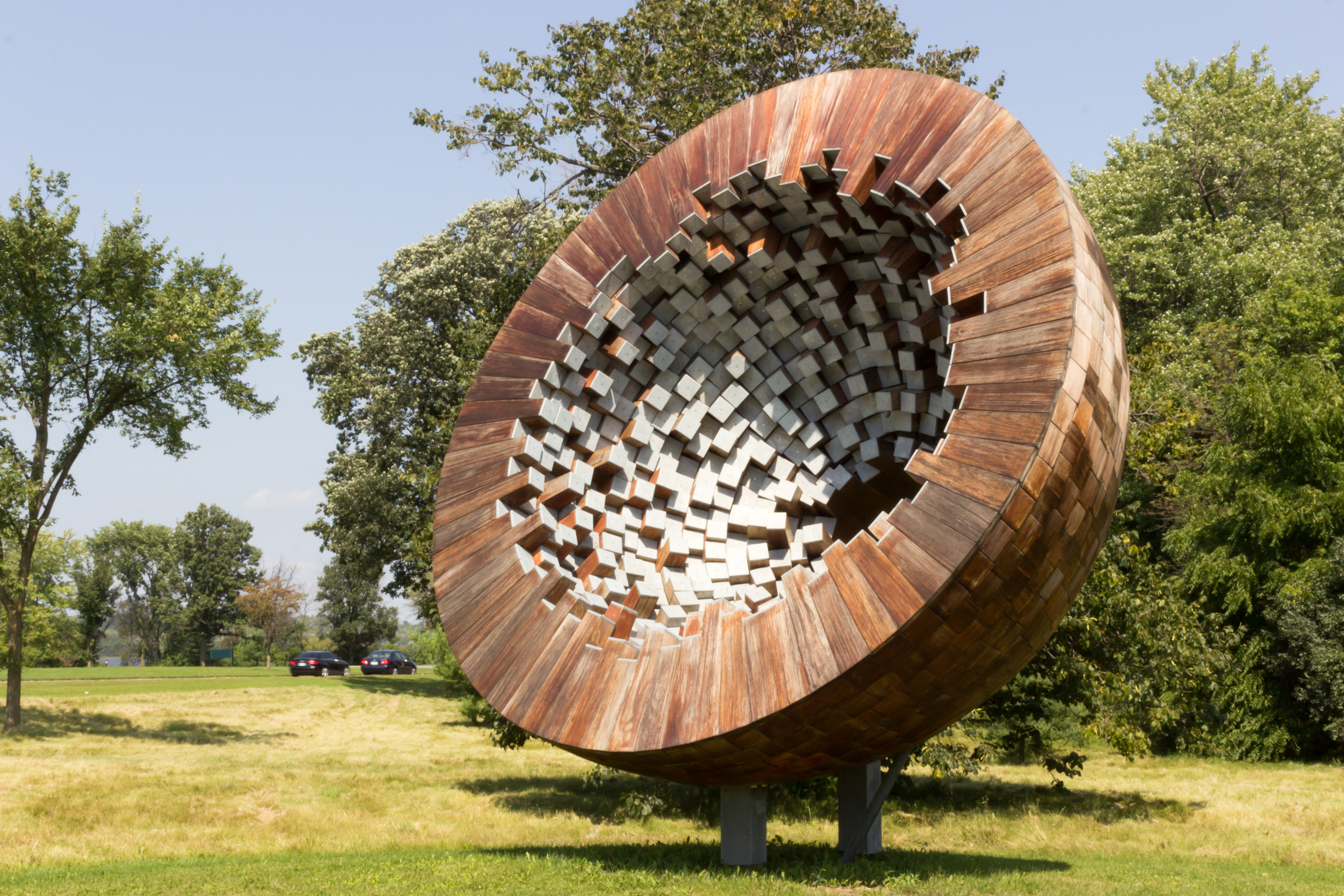
Monumento a los diplomáticos caídos en el lugar del ataque a Atilla Altıkat en Ottawa, Canadá.

Después del ataque de ASALA contra el Aeropuerto Internacional de Esenboğa en agosto de 1982, el entonces presidente de Turquía, Kenan Evren, emitió un decreto para la eliminación de ASALA. La tarea fue encomendada al Departamento de Operaciones Extranjeras de la Organización Nacional de Inteligencia. La propia hija de Evren, miembro del MİT, dirigió la operación junto con el jefe del Departamento de Inteligencia Exterior, Metin (Mete) Günyol, y el director de la región de Estambul, Nuri Gündeş.
Levon Ekmekjian fue capturado y colocado en la prisión de Mamak de Ankara. Le dijeron que tenía que elegir entre confesar y ser ejecutado. Después de que le prometieran que sus camaradas no sufrirían ningún daño, reveló cómo trabajaba ASALA a un equipo dirigido por el enlace presidencial del MİT y el yerno de Evren, Erkan Gürvit. Fue juzgado por el tribunal militar del comando de la ley marcial de Ankara y condenado a muerte. Su apelación de la sentencia fue rechazada y fue ahorcado el 29 de enero de 1983.
A principios de la primavera de 1983, se enviaron dos equipos a Francia y Líbano. Günyol eligió al asesino a sueldo Abdullah Çatlı, que acababa de cumplir una condena en prisión en Suiza por tráfico de drogas, para encabezar el contingente francés. Günyol dice que no reveló su identidad a Çatlı, quien se refirió a él como "Coronel", pensando que Günyol solía ser un soldado. Se reunió una segunda unidad francesa bajo el mando del operativo MİT Sabah Ketene. El contingente libanés, compuesto únicamente por agentes del MİT y miembros del "Departamento de Guerra Especial" (fuerzas especiales), estaba dirigido por el oficial del MİT Hiram Abas
La bomba que el equipo de Çatlı había colocado en el automóvil de Ara Toranyan el 22 de marzo de 1983 no explotó. Un intento de seguimiento también fracasó. Toranyan dijo que habían colocado la bomba en el auto equivocado. Asimismo, el coche bomba de Henri Papazyan el 1 de mayo de 1984 no explotó. Çatlı se atribuyó el mérito de matar a Hagop Hagopian, sin embargo, estaba en una prisión francesa (nuevamente, por cargos de narcóticos) en el momento del ataque. Ahora se cree que Papazyan fue asesinado como resultado de luchas internas. El segundo equipo francés (dirigido por Ketene) llevó a cabo algunos ataques (por los que Çatlı también se atribuyó el mérito), como el monumento de Alfortville de 1984 y los ataques a la sala de conciertos Salle Pleyel. Se desconoce si el contingente libanés hizo algo en absoluto.

## Denominación como organización terrorista e investigaciones
La organización militante se conoce como una "organización terrorista" en algunos casos. El Departamento de Estado de los Estados Unidos clasificó al grupo militante ASALA como una organización terrorista en su informe de 1989 archivado por el National Memorial Institute for the Prevention of Terrorism. El grupo militante ASALA se describe como un "grupo terrorista marxista-leninista armenio formado en 1975"."

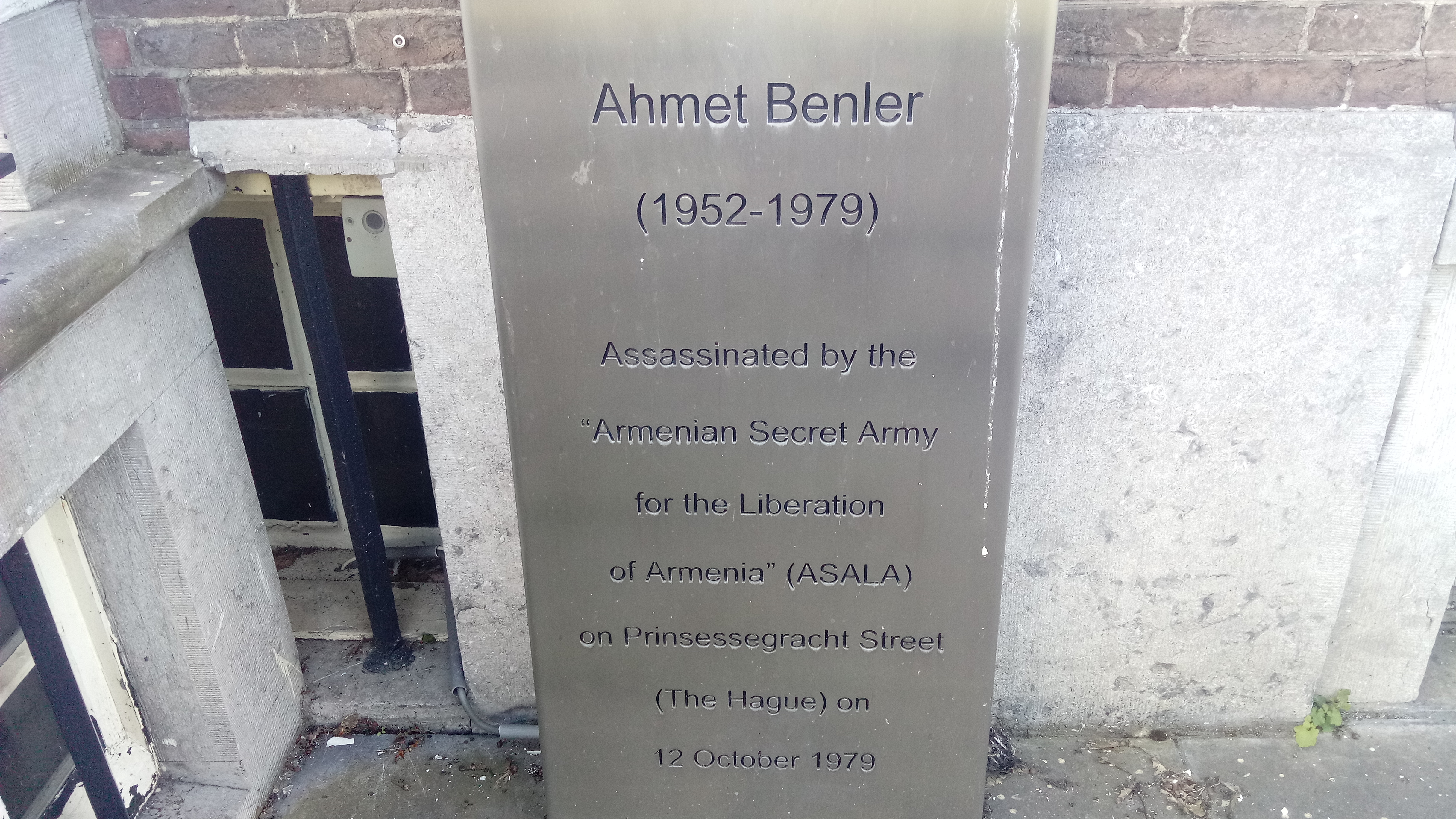
Un monumento a los funcionarios consulares turcos asesinados por el ASALA, localizado en la ciudad de La Haya, Holanda Meridional.

El Parlamento Europeo se refirió a la organización militante ASALA como un grupo terrorista secular activo en Bélgica durante los años 70 y 80. La CIA se refirió a los miembros militantes de ASALA como terroristas y a la organización militante de ASALA como una amenaza internacional continua en enero de 1984.
La Rama de Análisis del Terrorismo de la CIA escribió las siguientes oraciones en su informe de enero de 1984: "ASALA representa una amenaza creciente para una serie de intereses políticos de EE. la libertad de los 'terroristas' de perseguir objetivos turcos a cambio de promesas de no atacar a los ciudadanos indígenas"., "Los turcos han respondido con enojo contra lo que ven como indiferencia europea o connivencia con el terrorismo de ASALA", citado de los documentos no clasificados de la CIA.
ASALA también se menciona en el informe de Revisión del Terrorismo de la CIA. La siguiente cita se menciona en la sección "Terrorismo armenio" del 29 de septiembre de 1983 con fecha de Terrorism Review of CIA: "Los terroristas armenios representan una amenaza internacional creciente".
El último ataque de ASALA, el 19 de diciembre de 1991, tuvo como objetivo la limusina a prueba de balas que transportaba al embajador turco a Budapest. El embajador no resultó herido en el atentado, que fue reivindicado por ASALA en París. Desde este ataque, se considera que la organización militante no está activa, por lo que EE. UU. o el Reino Unido ya no incluyen a ASALA en su lista de organizaciones terroristas extranjeras.
La mayoría de las investigaciones en los países occidentales donde ocurrieron los ataques no fueron concluyentes y los casos quedaron sin resolver. El gobierno australiano dijo a los medios que reabrió su investigación sobre el asesinato de dos diplomáticos turcos en 1980 por parte de ASALA. El gobierno australiano ofrece una recompensa de 1 millón de dólares australianos por la captura de los perpetradores del asesinato con motivo del 39 aniversario de los asesinatos de 1980.

## Vínculos
ASALA tenía vínculos con grupos de liberación palestina como el Frente Popular para la Liberación de Palestina (FPLP), un grupo militante marxista en el que se rumoreaba que el fundador de ASALA, Hagop Hagopian, había sido miembro en su juventud. A través de su participación en grupos palestinos, Hagopian se ganó el apodo de "Mujahed", que significa "Guerrero". entrenamiento con otro grupo rebelde palestino, la OLP.

### Posibles vínculos
Durante años se rumoreó que ASALA había interactuado con otras organizaciones militantes de izquierda/marxistas en Europa y Eurasia, incluido el Partido de los Trabajadores de Kurdistán (PKK) en Kurdistán, las Brigadas Rojas italianas y el grupo de liberación vasco español ETA. Además de tener conexiones potenciales con grupos de izquierda, ASALA también tenía vínculos con otra organización armenia, los Comandos de Justicia del Genocidio Armenio (JCAG), quienes, si bien eran un grupo nacionalista de derecha que a menudo competía con ASALA, tenían objetivos políticos similares con respecto a queriendo que Turquía reconozca su papel en el Genocidio Armenio y queriendo el establecimiento de una patria armenia.

## Diferencias con los Comandos de Justicia del Genocidio Armenio
Debido a que ASALA compartía objetivos políticos similares con el grupo militante de derecha Comandos de Justicia para el Genocidio Armenio (también conocido como Ejército Revolucionario Armenio), los grupos a menudo se comparan o confunden; sin embargo, ASALA se distingue de JCAG por su ideología marxista/izquierdista. ASALA a menudo se alineó con la Unión Soviética, mientras que los objetivos nacionalistas de JCAG se centraron más en establecer un estado armenio independiente. Mientras que JCAG quería una Armenia libre e independiente separada de la Unión Soviética, ASALA consideraba a la Unión Soviética un "país amigo"; debido a esto, ASALA se contentó con permanecer como parte de la URSS mientras las otras partes de la patria armenia pudieran unirse dentro de la entidad de la RSS de Armenia.
Además de tener diferentes ideologías, ASALA y JCAG también llevaron a cabo sus ataques en diferentes estilos. ASALA era mucho más propensa a usar explosivos en sus ataques en lugar de armas de fuego como favorecía JCAG. ASALA usó explosivos en 146 de 186 ataques en comparación con el uso de armas de fuego en solo 33 ataques. En comparación, JCAG usó explosivos en 23 de sus 47 ataques y usó armas de fuego en 26 de sus 47 ataques.

## Disolución
Con la invasión israelí del Líbano en 1982, el grupo perdió gran parte de su organización y apoyo. Organizaciones palestinas previamente simpatizantes, incluida la Organización para la Liberación de Palestina (OLP), retiraron su apoyo y pasaron materiales a los servicios de inteligencia franceses en 1983, detallando los operativos de ASALA.

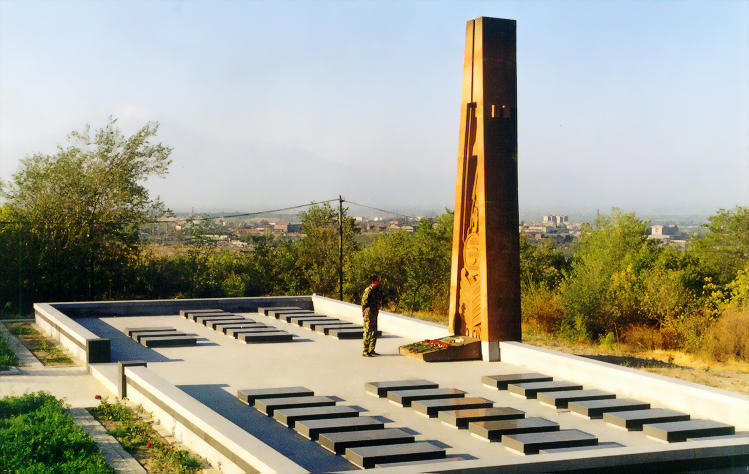
El monumento al ASALA, en el cementerio militar de Yerablur, Ereván

El fundador de ASALA, Hagop Hagopian, fue asesinado en la acera de un barrio acomodado de Atenas, Grecia, el 28 de abril de 1988. Le dispararon varias veces mientras caminaba con dos mujeres a las 4:30 de la mañana. El miembro veterano Hagop Tarakchian murió de cáncer en 1980. Los asesinatos de exmiembros de ASALA-RM continuaron en Armenia hasta fines de la década de 1990.
Según el funcionario de la Organización Nacional de Inteligencia de Turquía, Nuri Gündeş, ASALA se disolvió después del asesinato de Hagopian. Según fuentes turcas, otra razón es que la diáspora armenia retiró el respaldo financiero después del ataque al aeropuerto de Orly en 1983.
Aunque los ataques de ASALA casi se detuvieron a fines de la década de 1980 como resultado de la fragmentación del grupo y la falta de apoyo después del ataque de Orly de 1983, se dice que ASALA continuó en menor capacidad en la década de 1990, incluso después de que el grupo sufriera una mayor desorganización después del asesinato de Hagopian en 1988. Además del ataque de 1991 contra el embajador turco en Budapest, reclamado por ASALA, se afirma que el último ataque de los miembros de ASALA fue en Bruselas en 1997 (aunque ASALA no se ha atribuido la responsabilidad), donde los atacantes atacaron bajo el nombre de Gourgen Yanikian.

## Publicaciones
Desde la década de 1970, la Sección de Información de ASALA publicó libros, folletos, carteles y otros materiales promocionales. Hayasdan ('Armenia') fue el órgano oficial multilingüe de ASALA publicado en 1980-1987 y 1991-1997. El primer número se publicó en octubre de 1980 y tenía 40 páginas. Se desconoce el lugar de publicación y los nombres de los colaboradores. Se publicaba mensualmente, a veces con volúmenes unidos. El idioma principal era el armenio. De 1983 a 1987 tuvo ediciones separadas en árabe, inglés, francés y turco. La revista publicó editoriales, anuncios oficiales de ASALA y artículos sobre temas políticos y militares. Hayasdan se distribuyó gratuitamente en las comunidades armenias.
Los lemas de la revista eran "La lucha armada y la línea política derecha son el camino a Armenia" y "¡Viva la solidaridad revolucionaria de los pueblos oprimidos!" Tenía publicaciones hermanas, incluidas las de izquierda Hayasdan Gaydzer (Londres) y Hayasdan - Hay Baykar (París), que usaban "Hayasdan" en sus títulos desde 1980. Ambos fueron publicados por los Movimientos Populares que trabajaron para movilizar apoyo entre los armenios para un movimiento político centrado en ASALA.

## En la cultura
- El poeta armenio Silva Kaputikyan escribió un poema "Está lloviendo, hijo mío" dedicado a la memoria de Levon Ekmekjian, miembro de ASALA, uno de los dos organizadores del ataque al aeropuerto internacional de Esenboğa en 1983.[70]
- El periodista español, subdirector del periódico Pueblo, José Antonio Gurriarán resultó herido accidentalmente durante un ataque del grupo ASALA 3 de Octubre en 1980. Entonces Gurriarán se interesó por los propósitos del grupo; encontró y entrevistó a miembros de ASALA. En 1982 se publicó su libro La Bomba, dedicado a la causa armenia ya la lucha de los militantes armenios.[71]